# Chuck Hittinger
Chuck Hittinger (Pittsburgh, 12 febbraio 1983) è un attore statunitense, conosciuto principalmente per aver interpretato il ruolo di Sean Ackard nella serie televisiva Pretty Little Liars.

## Biografia
Ha ottenuto il ruolo ricorrente di Van Dyke Tosh nella serie televisiva Jonas L.A..

## Filmografia

### Cinema
- When Tyrants Kiss, regia di Michael Scotto (2004)
- Boogeyman 3, regia di Gary Jones (2008)
- 21 and a Wake-Up, regia di Chris McIntyre (2009)
- American Pie: Ancora insieme (American Reunion), regia di Jon Hurwitz e Hayden Schlossberg (2012)
- Bad Blood, regia di Conrad Janis (2012)
- Bullet, regia di Nick Lyon (2014)
- Transference, regia di Michael Nakache - cortometraggio (2015)
- Traitor Knight, regia di Joe Smith - cortometraggio (2016)
- Fama da assassino (Killer Reputation), regia di Ben Meyerson (2019)
- A Ring for Christmas, regia di Don E. FauntLeRoy (2020)

### Televisione
- Cold Case - Delitti irrisolti (Cold Case) – serie TV, episodi 3x1 (2005)
- CSI: Miami – serie TV, episodi 5x10 (2006)
- Grendel, regia di Nick Lyon – film TV (2007)
- Senza traccia (Without a Trace) – serie TV, episodi 5x18 (2007)
- All I Want for Christmas, regia di Harvey Frost – film TV (2007)
- CSI - Scena del crimine (CSI: Crime Scene Investigation) – serie TV, episodi 8x11 (2008)
- 90210 – serie TV, episodi 1x2 (2008)
- Numb3rs – serie TV, episodi 5x4 (2008)
- E.R. - Medici in prima linea (ER) – serie TV, episodi 15x5 (2008)
- Jonas L.A. (Jonas) – serie TV, episodi 1x7-1x11-1x18 (2009)
- Grey's Anatomy – serie TV, episodi 7x2 (2010)
- Pretty Little Liars – serie TV, 9 episodi (2010-2011)
- Giovane stalker (Stalked at 17), regia di Doug Campbell – film TV (2012)
- All the Wrong Notes – serie TV, episodi 1x1-1x2 (2012)
- Come un padre (Notes from Dad), regia di Eriq La Salle – film TV (2013)
- Sharknado, regia di Anthony C. Ferrante – film TV (2013)
- La doppia immagine dei miei desideri (Bad Tutor), regia di Jeff Hare – film TV (2018)
- L'ultimo Sharknado - Era ora! (The Last Sharknado: It's About Time), regia di Anthony C. Ferrante – film TV (2018)

## Doppiatori italiani
Nelle versioni in italiano dei suoi film, Chuck Hittinger è stato doppiato da:
- Fabrizio De Flaviis in Cold Case - Delitti irrisolti, Senza Traccia, Numb3rs, Pretty Little Liars
- Davide Perino in American Pie: Ancora insieme
- Sacha Pilara in Fama da assassino
- Emiliano Reggente in Boogeyman 3
- Gabriele Lopez in Sharknado
- Stefano Crescentini in CSI - Scena del crimine
- Daniele Giuliani in Jonas L.A.